# Sì
L'avverbio sì è la parola italiana usata generalmente per comunicare una risposta positiva, ed è il contrario di no. Può servire per:
- rispondere affermativamente a una domanda, in questo caso la si usa come una particella affermativa secca (valore olofrastico) oppure seguita da una precisazione.
- indicare genericamente accordo, assenso, consenso, adesione a una proposta.

Ma può anche servire per dare un connotato positivo o favorevole a una cosa, in locuzioni come una giornata sì; non mancano tuttavia contesti in cui può assumere un valore antifrastico o ironico.
La parola "sì" nasce come abbreviazione della locuzione latina «sic est» («è così»). Nel linguaggio letterario, e nell'uso antico, la si ritrova peraltro con il significato di «così»: in Dante, ad esempio, «Sì cominciò lo mio duca a parlarmi».

## Particella affermativa

### La lingua del sì
La lingua italiana è stata anche chiamata la "lingua del sì", secondo un tripartizione delle lingue romanze allora effettuata da Dante  nel De vulgari eloquentia, in cui venivano distinti tre principali filoni in base alla loro particella affermativa:
- lingua d'oïl - oïl - nella Francia del nord, progenitore dell'odierno francese
- lingua d'oc - oc - nella Francia del sud, progenitore dell'occitano
- Lingua del sì - sì - ossia l'italiano.

Tale espressione è anche immortalata nella Divina Commedia di Dante
(Inferno, C. XXXIII, v. 80)

## Mutamenti nell'uso comune
L'uso del "sì" come particella affermativa o anche avverbio opinativo può essere sostituita o anche rafforzata da altre espressioni (diffuso è "va bene" o l'anglicismo "ok"/"okay") oppure da movimenti del capo (in Occidente si è soliti muovere la testa in su e in giù, anche ripetutamente, in un gesto definito come "annuire"; in altre culture il significato è diverso o addirittura opposto).

### Assolutamente/assolutamente sì
Lo stesso fenomeno di sostituzione o rafforzamento si realizza con avverbi, in espressioni come "certamente sì"/"certamente", "assolutamente sì"/assolutamente" (allo stesso fenomeno si assiste per la negazione "no", a cui si preferisce spesso "assolutamente" o "assolutamente no"). Il diffondersi dell'uso di "assolutamente" come avverbio isolato sembra particolarmente associato alla dimensione mediatica della cultura del parlante, data la particolare frequenza con cui esso ricorre nei programmi televisivi Secondo alcuni linguisti, tra cui Luca Serianni, la sua diffusione sarebbe influenzata dall'inglese "absolutely": la frequenza di quest'ultimo nei film stranieri, pone un problema nella sincronizzazione del doppiaggio con i movimenti labiali, solitamente risolto proprio con l'uso di "assolutamente" o "assolutamente sì/no".
L'uso esasperato di tali sostituzioni, senza che vi sia necessità, testimonia l'influenza esercitata sui parlanti italiani dai modelli linguistici offerti dal mezzo televisivo, rispetto a quelli desumibili dalla pratica della lettura, ma è anche indice di un altro fenomeno culturale, che investe la pratica dell'italiano, vale a dire il manifestarsi di «una generale tendenza all'uso di un linguaggio iperbolico e aggressivo, in cui la sola affermazione o negazione sembrano non essere più sufficienti, come se ci fosse la necessità di rendere più perentorie e categoriche delle affermazioni già di per sé chiare».

#### Assolutamente
In risposta a precise domande, la sostituzione della brachilogia "sì" con il semplice avverbio "assolutamente" è considerato da evitare, in quanto non conforme al reale significato ("assolutamente" vuol dire "in maniera assoluta"), al quale non è associato un particolare valore affermativo o negativo indipendente dal contesto. Per questo motivo, tale uso è foriero di possibili equivoci: in risposta a domande come "Non sei d'accordo con me?", la semplice risposta con "assolutamente" lascia aperto il dubbio sul significato affermativo o negativo.

## Altri usi comuni
Nel mondo reale il sì per antonomasia è considerato il momento in cui gli sposi pronunziano l'assenso nelle frasi rituali del matrimonio in Italia, e col tempo è giunto a indicare, per estensione, la cerimonia o l'evento stesso. Nelle rappresentazioni filmiche, la formula di assenso vien spesso resa con la frase "lo voglio!", un'espressione presa in prestito dal lessico e dalla fraseologia tipici del cosiddetto doppiaggese, la variante linguistica dell'italiano generata dalla interferenza del doppiaggio nel linguaggio dei film.
Il sì viene ormai convenzionalmente utilizzato per indicare il fronte favorevole a una determinata proposta politica.